# Grimpoteuthis innominata
Grimpoteuthis innominata is een inktvissensoort uit de familie van de Grimpoteuthidae. De wetenschappelijke naam van de soort is voor het eerst geldig gepubliceerd in 1999 door O'Shea.